# Monoski

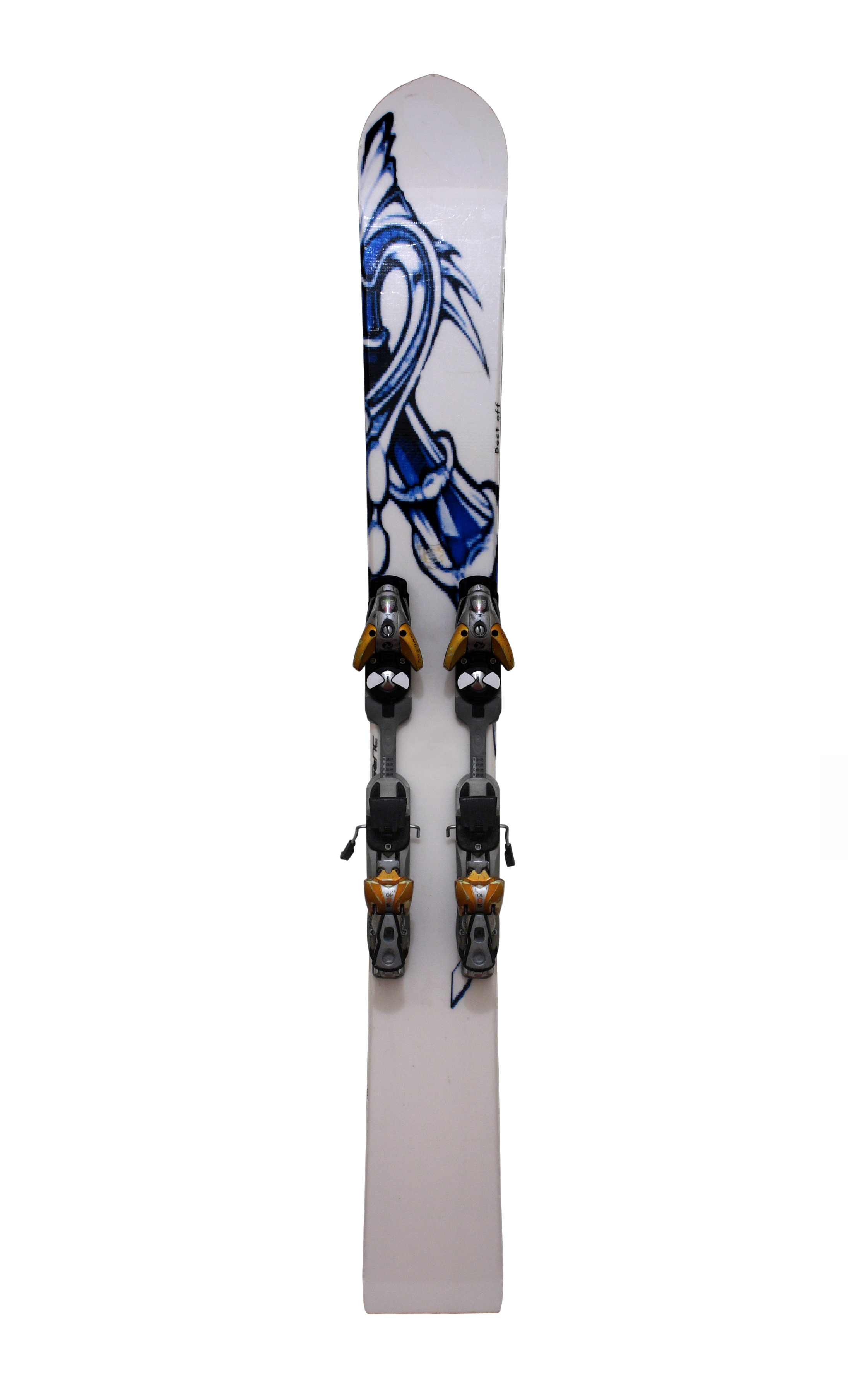
Monoski

Monoski je jízda po sněhu na jedné širší lyži, kde lyžař má obě nohy pevně upnuty vedle sebe, a zároveň je to označení této lyže. Technika jízdy je do určité míry podobná jízdě na lyžích.
Jeden z prvních typů monoski byl vynalezen v 60. letech a byl později propagován jezdcem Mike Doylem.[zdroj?]